# Doces Bárbaros
Doces Bárbaros foi um grupo formado pelos cantores brasileiros Maria Bethânia, Gal Costa, Gilberto Gil e Caetano Veloso, em 1976, com a finalidade de realizar uma turnê pelo Brasil para comemorar os dez anos de sucesso em suas carreiras individuais.

## História
Batizado com o nome de uma música de Caetano, “Os Mais Doces Bárbaros“, em resposta ao jornal Pasquim, que se refere pejorativamente aos músicos baianos como “baihunos” – o quarteto foi formado por ideia de Bethânia. Como grupo, Doces Bárbaros pode ser descrito como uma típica banda hippie dos anos 70, mas sua característica marcante é a brasilidade e o regionalismo, naturalidade de todos os integrantes. A banda era formada por Djalma Corrêa (percussão), Arnaldo Brandão (baixo), Mauro Senise (flauta e sax), Tomás Improta (piano), Chiquinho Azevedo (bateria), Tuzé Abreu (flauta e sax) e Perinho Santana (guitarra).
Com quinze canções novas, compostas exclusivamente para a turnê, a primeira apresentação foi em São Paulo, em 24 de junho de 1976, no Anhembi. No repertório, músicas como "Um Índio", de Caetano Veloso; "Pássaro Proibido", de Caetano e Bethânia; e "O Seu Amor", de Gil, fora algumas canções de outros compositores como "Fé cega, faca amolada" de Milton Nascimento e o clássico popular "Atiraste uma pedra", de Herivelto Martins.
O sucesso transformou o show em um disco, gravado ao vivo, e em um documentário, que conta a trajetória da turnê e os seus acontecimentos mais marcantes. À época da turnê, hospedados no hotel Ivoram, Gilberto Gil foi preso em Florianópolis por porte de drogas, fato que acabou sendo registrado no documentário Os Doces Bárbaros, dirigido por Jom Tob Azulay. Durante meses, Gil cumpriu pena de internação hospitalar, que serviria para tratar uma suposta dependência química.
O álbum Doces Bárbaros - Ao Vivo, de 1976, é considerado por muitos uma obra-prima da música brasileira, mas, curiosamente, na época do lançamento, foi criticado por outros artistas, produtores e críticos musicais. Inicialmente o LP seria gravado em estúdio, mas por sugestão de Gal e Bethânia, o espetáculo que ficou registrado, sendo quatro daquelas canções gravadas pouco tempo antes no compacto duplo de estúdio, com as canções "Esotérico", "Chuckberry fields forever", "São João Xangô Menino" e "O seu amor", todas gravações raras.
Depois disso foram feitos outro filme comemorativo, um Dvd, um enredo da escola de samba Estação Primeira de Mangueira, em 1994, com a canção "Atrás da verde e rosa só não vai quem já morreu" (paráfrase da música "Atrás do trio elétrico", lançada por Caetano, em 1969). O grupo ainda comandou um trio elétrico no carnaval de Salvador, fez apresentações na praia de Copacabana e para a Rainha da Inglaterra.[carece de fontes?]
Em 2002, Caetano Veloso, Gal Costa, Gilberto Gil e Maria Bethânia se reuniram, após 26 anos, como “Doces Bárbaros” para dois shows ao ar livre, em São Paulo, no Parque Ibirapuera, e no Rio de Janeiro, na Praia de Copacabana. A reunião foi registrada em um documentário dirigido e produzido por Andrucha Waddington, lançado em 2004, chamado "Outros (Doces) Bárbaros".